# 50 First Dates
50 First Dates (bra: Como Se Fosse a Primeira Vez; prt: A Minha Namorada Tem Amnésia) é um filme de comédia romântica e drama estadunidense de 2004, dirigido por Peter Segal, escrito por George Wing e estrelado por Adam Sandler e Drew Barrymore ao lado de  Blake Clark, Rob Schneider, Sean Astin e Dan Aykroyd.
A maior parte do filme foi filmado em Oahu, Hawaii. Sandler e Barrymore ganharam um prêmio MTV de Melhor Equipe na Tela. O comprometimento fictício da memória sofrido pelo personagem de Barrymore, "Síndrome de Goldfield", é semelhante à perda de memória de curto prazo e à amnésia anterógrada. O filme foi inspirado no caso real da inglesa Michelle Philpots.
50 First Dates inspirou uma série de remakes no exterior, incluindo o malaiala Ormayundo Ee Mukham, o telugu Sathyabhama, e o japonês Fifty First Kisses.

## Elenco
| Personagem            | Ator / Atriz              |
| --------------------- | ------------------------- |
| Henry Roth            | Adam Sandler              |
| Lucy Withmore         | Drew Barrymore            |
| Marlin Whitmore       | Blake Clark               |
| Doug                  | Sean Astin                |
| Ula                   | Rob Schneider             |
| Alexa                 | Lusia Strus               |
| Dr. Keats             | Dan Aykroyd               |
| Sue                   | Amy Hill                  |
| Nick                  | Pomaika'i Brown           |
| Tom "dez segundos"    | Allen Covert              |
| Linda                 | Lynn Collins              |
| Noreen                | Missi Pyle                |
| Stacy                 | Maya Rudolph              |
| Segurança             | Peter Dante               |
| Segurança             | Dom Magwili               |
| Jennifer              | Jonathan Loughran         |
| Cliente da Sue        | Joe Nakashima             |
| Bombeira              | Kristin Bauer van Straten |
| Dentista              | Jackie Sandler            |
| Filha de Henry & Lucy | Marguerite Cazin          |
| Piloto de Jet Ski     | Brian L. Keaulana         |
| Locutor               |                           |

## Dublagem brasileira
- Henry Roth: Alexandre Moreno[6]
- Ula: Clécio Souto[6]
- Alexa: Carla Pompilio[6]
- Lucy Withmore: Miriam Ficher[6]
- Doug: Duda Espinoza[6]
- Marlin Whitmore: Luiz Feier Motta[6]
- Dr. Keats: Júlio Chaves[6]
- Sue: Maria Helena Pader[6]
- Nick: Samir Murad[6]
- Tom "Dez Segundos": Marcelo Garcia[6]
- Linda: Márcia Morell[6]
- Noreen: Andréa Murucci[6]
- Stacy: Izabel Lira[6]
- Segurança: Philippe Maia[6]
- Segurança: Andre Belizar[6]
- Jennifer: Pedro Eugêni[6]
- Cliente Da Sue: Andre Belizar[6]
- Bombeira: Priscila Amorim[6]
- Dentista: Andréa Murucci[6]
- Filha De Henry & Lucy: Barbara Ficher[6]
- Piloto De Jet Ski: Marcelo Garcia[6]
- Locutor: Ricardo Vooght[6]
- Vozes Adicionais: Beatriz Loureiro,Carla Pompilio,Erick Bougleux,Francisco José,Priscila Amorim,Renato Rosenberg[6]

## Trilha sonora
| Críticas profissionais | Críticas profissionais |
| Avaliações da crítica  | Avaliações da crítica  |
| Fonte                  | Avaliação              |
| ---------------------- | ---------------------- |
| Allmusic               | 3 de 5 estrelas.       |

A trilha sonora contém versões cover de músicas que foram gravadas originalmente em 1980. Isto inclui principalmente covers de reggae e ska, esses gêneros dão uma sensação tropical ou havaiana. Foi um sucesso comercial moderado, atingindo a #30 na Billboard 200 e #1 no Top Soundtracks e também no Top Reggae Albums nos Estados Unidos.
| N.º            | Título                                                                       | Compositor(es)                                                             | Artista                           | Duração |  |
| 1.             | "Hold Me Now" (Thompson Twins)                                               | Tom Bailey, Alannah Currie, Joe Leeway                                     | Wayne Wonder                      | 4:13    |  |
| 2.             | "Lovesong" (The Cure)                                                        | Robert Smith, Simon Gallup, Porl Thompson, Boris Williams, Roger O'Donnell | 311                               | 3:29    |  |
| 3.             | "Lips Like Sugar" (Echo & the Bunnymen)                                      | Will Sergeant, Ian McCulloch, Les Pattinson                                | Seal feat. Mikey Dread            | 5:00    |  |
| 4.             | "Your Love (L.O.V.E. Reggae Mix)" (The Outfield)                             | John Spinks                                                                | Wyclef Jean feat. Eve             | 4:14    |  |
| 5.             | "Drive" (The Cars)                                                           | Ric Ocasek                                                                 | Ziggy Marley                      | 4:27    |  |
| 6.             | "True" (Spandau Ballet)                                                      | Gary Kemp                                                                  | will.i.am & Fergie                | 3:47    |  |
| 7.             | "Slave to Love" (Bryan Ferry)                                                | Ferry                                                                      | Elan Atias                        | 4:24    |  |
| 8.             | "Every Breath You Take" (The Police)                                         | Sting                                                                      | UB40                              | 3:56    |  |
| 9.             | "The Ghost in You" (The Psychedelic Furs)                                    | Richard Butler, Tim Butler                                                 | Mark McGrath                      | 4:24    |  |
| 10.            | "Friday I'm in Love" (The Cure)                                              | Smith, Gallup, Thompson, Williams, Perry Bamonte                           | Dryden Mitchell do Alien Ant Farm | 3:01    |  |
| 11.            | "Breakfast in Bed" (Dusty Springfield, 1969/UB40 feat. Chrissie Hynde, 1988) | Eddie Hinton, Donnie Fritts                                                | Nicole Kea (Nicole Scherzinger)   | 3:22    |  |
| 12.            | "I Melt with You" (Modern English)                                           | Robbie Grey, Gary McDowell, Stephen Walker, Michael Conroy, Richard Brown  | Jason Mraz                        | 3:36    |  |
| 13.            | "Forgetful Lucy"                                                             | Sandler, Allen Covert, Tim Herlihy                                         | Adam Sandler                      | 1:53    |  |
| Duração total: | Duração total:                                                               | Duração total:                                                             | Duração total:                    | 49:46   |  |

### Outras músicas do filme
- The Beach Boys — "Wouldn't It Be Nice"
- The Cure - "Boys Don't Cry"
- The English Beat — "Hands Off She's Mine"
- The Flaming Lips - "Do You Realize??"
- Wyclef Jean - "Baby"
- Israel Kamakawiwo'ole - "Somewhere Over the Rainbow"/ "What a Wonderful World" (Originalmente gravado por Judy Garland/ Louis Armstrong)
- The Maile Serenaders — "My Sweet Sweet"
- The Makaha Sons of Ni'Ihau — "Aloha Ka Manini"
- Manfred Mann - "Blinded by the Light"
- Bob Marley & The Wailers - "Could You Be Loved" e "Is This Love"
- Paul McCartney & Linda McCartney — "Another Day"
- No Doubt — "Underneath It All"
- O-Shen — "Throw Away The Gun"
- Harve Presnell - "They Call the Wind Maria"
- Leon Redbone & Ringo Starr - "My Little Grass Shack In Kealakekua, Hawaii"
- Adam Sandler e Rob Schneider — "Ula's Luau Song"
- Snoop Dogg — "From tha Chuuuch to da Palace"
- 311 — "Amber" and "Rub A Dub"
- Toots & the Maytals — "Pressure Drop"
- The Ventures — "Hawaii Five-O"

## Recepção
No consenso do agregador de críticas Rotten Tomatoes diz: "o humor grosseiro supera a química fácil entre Adam Sandler e Drew Barrymore, que trazem um pouco de energia e eca para este conto de uma garota com perda de memória de curto prazo e o cara que tenta fazer com que ela o ame." Na pontuação onde a equipe do site categoriza as opiniões da grande mídia e da mídia independente apenas como positivas ou negativas, o filme tem um índice de aprovação de 45% calculado com base em 175 comentários dos críticos. Por comparação, com as mesmas opiniões sendo calculadas usando uma média aritmética ponderada, a nota alcançada é 5,4/10.
Em outro agregador, o Metacritic, que calcula as notas das opiniões usando somente uma média aritmética ponderada de determinados veículos de comunicação em maior parte da grande mídia, tem uma pontuação de 48/100, alcançada com base em 38 avaliações da imprensa anexadas no site, com a indicação de "revisões mistas ou neutras".
Críticos que gostaram do filme (como A.O. Scott do The New York Times) elogiou a história edificante enquanto lamentando a quantidade aparentemente excessiva e incongruente de humor bruto e referências a drogas. Roger Ebert deu três de cada quatro estrelas, dizendo: "O filme é uma espécie de um experimento para Sandler. Ele revela o lado quente da sua personalidade, e deixa para trás a hostilidade, raiva e humor grosso ... O filme não tem a complexidade e profundidade de Groundhog Day ... mas como entretenimento é insinuante e amável."

## Principais prêmios e indicações
MTV Movie Awards 2004 (EUA)
- Venceu na categoria de Melhor Equipe (Adam Sandler e Drew Barrymore).
- indicado nas categorias de Melhor Filme, Melhor Ator (Adam Sandler) e Melhor Atriz (Drew Barrymore).

People's Choice Awards 2005 (EUA)
- Venceu na categoria de Favorite On-Screen Chemistry (Adam Sandler e Drew Barrymore).

Kids' Choice Awards 2005 (EUA)
- Venceu na categoria de Ator Favorito (Adam Sandler).
- Indicado na categoria de Atriz Favorita (Drew Barrymore).[carece de fontes?]